# Sólstafir
Sólstafir je islandski post-metal sastav osnovan 1995. godine. Izvorno je bila black metal grupa, no na drugom studijskom albumu, Masterpiece of Bitternessu, u glazbu je počela uvoditi elemente post-rocka.

## Povijest

### Osnivanje i prva tri albuma (1995. – 2010.)
Sólstafir su 1995. godine osnovali gitarist i pjevač Aðalbjörn Tryggvason, basist Halldór Einarsson i bubnjar Guðmundur Óli Pálmason. Ime skupine islandski je naziv za sunčeve zrake (krepuskularne zrake). Sastav je ubrzo snimio demouradak Í Norðri i EP Til Valhallar. Halldór je zatim napustio skupinu, a Aðalbjörn i Guðmundur 1997. su godine kao duo snimili promidžbeni uradak.
U to se vrijeme Svavar Austmann pridružio grupi kao novi basist i Sólstafir je počeo snimati debitantski studijski album, Í blóði og anda. Taj album nije objavljen sve do 2002. godine zbog različitih odgoda snimanja i nesuglasica s diskografskom kućom. Ubrzo nakon što je sastav dovršio taj uradak, pridružio mu se drugi gitarist Sæþór Maríus Sæþórsson i doprinio demouratku Black Death. Grupa je iste godine počela održavati koncerte na Islandu.
Potom je snimila demouradak koji se sastojao od triju novih pjesama i koji je poslala raznim izdavačima; na koncu je 2005. godine potpisala ugovor sa Spikefarm Recordsom. Drugi studijski album, Masterpiece of Bitterness, Spikefarm je objavio kasnije te godine. Uradak je dobio pozitivne kritike, a Metal Storm izjavio je da je "zbog savršenog spoja nemetalnih elemenata s metalnim ovo nužan album za svakog metalca u potrazi za nečim što razbija predloške već uspostavljenih žanrova."
Treći album, Köld, snimljen je u Švedskoj i objavljen 2009. godine. Recenzenti su usporedili glazbeni stil sastava s onim grupa kao što su Enslaved i Neurosis, a istovremeno su isticali njegov jedinstveni post-black metal stil. Kritičari su također zamijetili prisutnost atmosferičnih glazbenih dionica. Sólstafir je 2010. počeo odlaziti na europske turneje i iste se godine prvi put pojavio na festivalu Roskilde.

### Svartir sandar,ÓttaiBerdreyminn(2011. – danas)
Sólstafirov četvrti studijski album, Svartir sandar, diskografska kuća Season of Mist objavila je 2011. godine. To je prvi album sastava koji se našao na glazbenim ljestvicama – pojavio se na sedmom mjestu islandske ljestvice i 11. mjestu finske ljestvice albuma. Pjesma "Fjara" također se pojavila na ljestvicama singlova i našla se na prvom mjestu islandske ljestvice. Godine 2013. "Fjara" je proglašena jednom od islandskih 100 najboljih pjesama u proteklih 20 godina. Na tom se albumu Sólstafir odmaknuo od black metala i posvetio eksperimentalnom atmosferičnom glazbenom stilu nalik onome islandske grupe Sigur Rós.
Peti studijski album, Ótta, Season of Mist objavio je 2014. godine; recenzenti su zamijetili dodatne eksperimentalne elemente na njemu kao što su upotreba gudačkih glazbala i klavira. Snimljena su i objavljena tri glazbena spota za pjesme na albumu, a grupa je nastupila na islandskom nacionalnom televizijskom programu Stúdio Á.
U siječnju 2015. skupina je najavila da ju je dugogodišnji bubnjar Guðmundur Óli Pálmason napustio zbog "privatnih razloga". Guðmundur je odmah odgovorio na tu obavijest služeći se računom sastava na Twitteru i izjavio da su ga "bivši kolege opstruirali" i da ga je iz sastava istjerao Aðalbjörn Tryggvason. Guðmundura je zamijenio Hallgrímur Jón Hallgrímsson.
Sólstafir je u svibnju 2017. objavio šesti studijski album, Berdreyminn. Nakon objave "Berdreyminn" se pojavio na ljestvicama albuma u raznim europskim zemljama.

## Članovi sastava
| Trenutačna postava - Aðalbjörn "Addi" Tryggvason – vokali, gitara (1995. – danas) - Svavar "Svabbi" Austmann – bas-gitara (1999. – danas) - Sæþór Maríus "Pjúddi" Sæþórsson – gitara (1999. – danas) - Hallgrímur Jón "Grímsi" Hallgrímsson – bubnjevi (2017. – danas) Bivši članovi - Halldór Einarsson – bas-gitara (1995. – 1997.) - Guðmundur Óli Pálmason – bubnjevi (1995. – 2015.) | Trenutačni koncertni članovi - Ragnar Ólafsson – klavijature, prateći vokali (2017. – danas) - Helena Dumell – violončelo (2019. – danas) - Dalai Theofilopoulou – violončelo (2019. – danas) - Rachel Roth – violina (2019. – danas) - Lotta Ahlbeck – violina (2019. – danas) Bivši koncertni članovi - Sveinn Alxander Sveinsson – klavijature, klavir (2009.) - Hallgrímur Jón "Grímsi" Hallgrímsson – bubnjevi (2015. – 2017.) - Ari Þorgeir Steinarsson – bubnjevi (2015.) - Karl Petur Smith – bubnjevi (2015.) - Martin Powell – klavir (2016.) - Ragnar Zolberg – bas-gitara (2018.) |

## Diskografija
Studijski albumi
- Í blóði og anda (2002.)
- Masterpiece of Bitterness (2005.)
- Köld (2009.)
- Svartir sandar (2011.)
- Ótta (2014.)
- Berdreyminn (2017.)
- Endless Twilight of Codependent Love (2020.)
- Hin Helga Kvöl (2024.)

## Vanjske poveznice

### Sestrinski projekti
|  | Zajednički poslužitelj ima još gradiva o temi Sólstafir |

### Mrežna mjesta
- Službeno mrežno mjesto sastava